# Siegfried Kollonich
Kollonich Siegfried Ferdinánd (másképp Seyfrid; Kismarton, 1572. február 22. – Léva, 1623. ősze) dunáninneni főkapitány, a lévai és a lednicei uradalom, illetve Sárospatak birtokosa.

## Élete
Horvát eredetű, a török hódítás miatt elnémetesedett családból származott. Apja Kollonich György Szigfrid lovaskapitány, anyja Fuchs Erzsébet volt, keresztapja Miksa király. A tizenöt éves háború alatt került Magyarországra. Megtanult magyarul és magyarul is levelezett.
Az indigenátust 1598-ban nyerte el, ezt az 1604. március–áprilisi országgyűlés is megerősítette, ekkor két testvérét is honfiúsították. 1601-ben Rudolf császár német lovasezredessé nevezte ki.
Perényi István és Dobó Anna lányával, Perényi Zsófiával, Forgách János özvegyével kötött házassága révén neves magyar főúri rokonságra tett szert. 1604-től Thurzó György lemondása után a dunáninneni főkapitány lett, e tisztséget az 1606-os bécsi béke után is megtartotta. 1605-ben Johann t’Serclaes Tilly ellenében nem nyerte el az Obrist-Feldmarschall tisztét. 1605 májusában Sopront védte 500 lovassal.
1610-ben tisztségéről lemondatták és Bécsbe idézték. Utódja Draskovich János lett, akinek kinevezése ellen a nádor és a magyar rendek is tiltakoztak. Bécsben haditörvényszék elé állították és őrizetbe vették. 1612-ben Verebélyre küldött pénzt. 1613 decemberében Ali Kara esztergomi béget párbajra hívta, melyet az elfogadott, de Kollonich az internálása miatt mégsem tudott eleget tenni neki. 1614-ben bebörtönözték, de 1615-ben a tiltakozások hatására elengedték. A dévényi uradalom körüli vitában Dévényt elfoglalta, emiatt ismét elfogták. Jószágait ítélet nélkül elkobozták, Lévát Althan Jánosnak adományozták, aki azonban Makláry Péter jószágigazgató fondorlatossága miatt sokáig nem tudta magát beiktatni. 1621. szeptember 8-án Kollonich ismét kiszabadult, birtokait ugyan visszakapta, de neki az udvar már nem fizette ki a tartozását, mely fél millió forintot tett ki. Kollonich Lévát is visszaszerezte, de az uradalmat addigra kifosztották. Feleségének, Sauran Anna Mária bárónőnek halála után maga is elhunyt. Holttestét a lévai őrség koporsóban a vár nagytermében tartotta. Csak 1638-ban Stella Jakab János udvari kamarai tanácsos intézkedésére temették el titokban a plébániatemplom sírboltjába.
Részt vett 1601-ben az esztergomi békealkudozásokon, 1604-ben Esztergom védelmében. A Bocskai-szabadságharc alatt a pénztelenség és a katonák elszökése miatt nem sikerült bizonyítania katonai tehetségét, bár 1605-ben megvédte Léva várát. 1606-ban Thurzó György, Batthyány Ferenc és Erdődy Kristóf mellett a zsitvatoroki béke magyar aláírója.